# Banner Hill
Banner Hill é uma Região censo-designada localizada no estado norte-americano de Tennessee, no Condado de Unicoi.

## Demografia
Segundo o censo norte-americano de 2000, a sua população era de 1053 habitantes.

## Geografia
De acordo com o United States Census Bureau tem uma área de 
7,0 km², dos quais 7,0 km² cobertos por terra e 0,0 km² cobertos por água.

## Localidades na vizinhança
O diagrama seguinte representa as localidades num raio de 24 km ao redor de Banner Hill. 